# Myonycteris relicta
Il piccolo pipistrello della frutta dal collare orientale (Myonycteris relicta Bergmans, 1980) è un pipistrello appartenente alla famiglia degli Pteropodidi, endemico dell'Africa orientale.

## Descrizione

### Dimensioni
Pipistrello di medie dimensioni con la lunghezza della testa e del corpo tra 90 e 115 mm, la lunghezza dell'avambraccio tra 65 e 75 mm,  la lunghezza della coda tra 5 e 14 mm, la lunghezza del piede tra 9 e 22 mm, la lunghezza delle orecchie tra 17 e 20 mm e un peso fino a 54 g.

### Aspetto
La pelliccia è densa, soffice e lanosa. Il colore del dorso è bruno-rossiccio, la testa grigio chiaro mentre le parti ventrali sono bruno-giallastre. I maschi hanno un collare di peli ruvidi giallo-brunastri. Le narici sono sporgenti e divaricate, separate da un solco distinto. Le orecchie sono moderatamente lunghe, con il margine anteriore ispessito, la punta alquanto appuntita e il lobo antitragale moderato e di forma triangolare. Le membrane alari sono marroni scure. La coda è corta, mentre l'uropatagio è ridotto ad una sottile membrana lungo la parte interna degli arti inferiori.

## Biologia

### Alimentazione
Si nutre di frutta.

### Riproduzione
Una femmina gravida è stata catturata nel mese di novembre, mentre un'altra che allattava è stata catturata a febbraio.

## Distribuzione e habitat
Questa specie è diffusa in Kenya, Tanzania e Zimbabwe orientale.
Vive nelle foreste costiere e interne tra 120 e 1.200 metri di altitudine.

## Conservazione
La IUCN Red List, considerato il declino della popolazione di circa il 30% negli ultimi dieci anni, dovuto al degrado del proprio habitat, classifica M. relicta come specie vulnerabile (VU).